# 西屯 (大字)
西屯，原稱為西大墩，是臺灣臺中市西屯區的一個傳統地域名稱，也是全區核心聚落所在地，位於該區中部偏東。相較於今日行政區，其範圍大致包括西墩里不含東北端、西安里、至善里、西平里西大半部、鵬程里西部邊界地帶中北側一小部分。

## 歷史
台灣清治末期至日治初期，西屯地區為一街庄，稱為「西大墩街」，隸屬於捒東下堡。該街北與八張犁庄為鄰，東北與上牛埔仔庄為鄰，東南與上石埤庄為鄰，西南邊為潮洋庄，西邊為水堀頭庄。
1901年（日治明治三十四年）11月，全台廢縣廳改設二十廳，該街隸屬於臺中廳。1903年（明治三十六年）6月，該街編入「西大墩區」，隸屬於臺中廳。1909年（明治四十二年）10月，合併二十廳為十二廳，西大墩區隸屬不變。1920年（大正九年），全台地方制度大改正，廢十二廳改設五州二廳，該街改制並改名為「西屯」大字，隸屬於臺中州大屯郡西屯庄。
戰後西屯庄改制為西屯鄉，隸屬於臺中縣，大字亦改制為村。1947年2月，西屯鄉併入臺中市改稱西屯區，村亦改制為里。1950年10月，中、彰、投分治，西屯區仍隸屬臺中市。2010年12月，臺中縣市合併為直轄臺中市，西屯區隸屬不變。

## 聚落
本地區發展較早的聚落有火燒厝、西大墩、番仔崙等，在日治期初期的官方地圖上已有記載。此外，本地區尚有逢甲新村聚落。

## 交通
國道1號又稱「中山高速公路」，是台灣西部兩條縱向高速公路之一，大致以北北東—南南西走向蜿蜒經過西屯地區西部近邊界地帶。北側最近的交流道是省道台1乙線交會處旁的大雅交流道，南側最近的是位於本地區西南部邊界地帶省道台12線交會處的臺中交流道。由此等可快速前往國道1號沿線各地。
省道台74線原稱「中彰快速道路」，現稱「快官霧峰線」，是彰化縣快官繞行臺中市區外圍至霧峰的快速道路，大致以南南西—北北東北走向轉西南—東北走向經過本地區西部，並位於國道1號東側。由該道路向南南西可前往南屯、烏日等地，向東北轉東可前往北屯西北部、潭子南部、北屯中部、太平、大里、霧峰等地。
省道台12線（台灣大道三段）是梧棲港至台鐵台中車站的平面幹道，大致以西北—東南經過本地區西南部邊界地帶，並於國道1號交會口設有臺中交流道。由該道路向西北可前往龍井東北端、沙鹿、梧棲並止於省道台17線路口，向東南可前往台中市區並止於台鐵台中車站前。
市道127號（黎明路三段）是大雅至霧峰的道路，大致以東北—西南走向轉北北東－南南西走向蜿蜒經過本地區中部。由該道路向東北再轉東北東再轉北北西經省道台74線及國道1號高架橋下後轉北北東可前往大雅並止於省道台1乙線路口，向南南西可前往南屯、烏日、霧峰並止於省道台3線路口。

## 學校
- 逢甲大學（西部）
- 僑光科技大學（西大半部）
- 西苑高中
- 至善國中
- 上安國小
- 西屯國小

## 文化資產
- 張廖家廟（市定古蹟）

## 商圈
- 逢甲夜市（南半部）